# Trachelopachys cingulipes
Trachelopachys cingulipes is een spinnensoort uit de familie van de Trachelidae.
De wetenschappelijke naam van de soort werd in 1886 als Trachelas cingulipes gepubliceerd door Eugène Simon.